# Зграя (волонтерська організація)
“Зграя” - одна з найбільших волонтерських ініціатив в Україні зі штабом у Києві. Займається допомогою військовим, лікарням, цивільному населенню, допомагає тваринам і евакуює населення. Проводять курси домедичної допомоги.
Всього організації допомагають близько 3000 волонтерів, серед яких 30–40 ключових координаторів, майже 2000 піших волонтерів і понад 400 водіїв. Волонтерський штаб співпрацює з 25-ма київськими лікарнями, яким доставляють апаратуру, гарячі обіди й медикаменти. Організували адресну доставку їжі (рекорд — 2200 порцій за день), яку готували київські ресторани.

## Історія
Засновники волонтерського штабу “Зграя”: координаторка фандрейзингових проектів благодійного фонду «Кожен може» та проекту "Здорово" Євгенія Таліновська та Олексій Юдкевич.
З 2008 року Євгенія Таліновська почала займатися благодійністю. На постійній основі займається фондом «Кожен може», який опікується дітьми з різними видами інвалідності, переселенцями, літніми людьми та підтримує дитячі будинки.
“Зграя” створена у 2014 під час Революції Гідності, спочатку вартували на Майдані, організували велодоставку, займалися штабами та продуктами. 
Пізніше, у 2014-му, “Зграя” почала займатися волонтерством для військових в зоні АТО. 
У 2020-му “Зграя” їздила на територію Чорнобильської АЕС, збирали гроші для підтримки рятувальників, доставляли їжу та допомагали пожежниками ДСНС гасити пожежі.
З 24 лютого 2022 року волонтерська організація суттєво масштабувалася. У перші місяці війни «Зграя» приймала 2–3 фури на день — це десятки тонн гуманітарної допомоги (продуктів харчування, медикаментів, підгузків, спальників тощо), витрачали 500-750 тисяч гривень на продукти, апаратуру, медикаменти та допомогу військовим, все це зберігалось на пʼяти складах.
До 2022 “Зграя” була неформальною організація і не була зареєстрована. 
12 травня 2022 - зареєстрована як громадська організація.

## Напрямки діяльності

### Допомога населенню
Доставляли ліки та їжу пенсіонерам, переселенцям, людям з дітьми та пацієнтам лікарень по Києву. Після відводу російських військ надавали допомогу людям у селах, які постраждали від російських обстрілів.

### Добросусідська доставка
Ідея "Добросусідської доставки" – в тому, щоб допомагати маломобільним людям. В цю групу входять: бабусі та дідусі, люди з інвалідністю та мами з дітьми до п’яти років. У "Зграї" є десять районних чатів з волонтерами для Києва – вони раз на тиждень розносять продуктові набори та ліки за запитом. А ще – гарячі обіди для тих, хто не може готувати сам – наприклад, післяопераційним хворим.
Добросусідська доставка - це близько 2000 піших волонтерів і понад 400 водіїв, які розвозили по Києву їжу, ліки, корм для тварин.
Волонтери співпрацювали з 15 ресторанами в Києві і адресно розвозили приготовлену їжу населенню, на блокпости, в укриття, лікарні та будинки для літніх людей.
Для оптимізації процесів була створена гугл-форма та CRM-система, волонтерів розділили по районам, назначили їм координаторів та відкрили кол-центр, який передзвонював за кожною заявкою, щоб актуалізувати запити.
В середньому на  тиждень готували 1100 продуктових наборів (рекорд — 2200 порцій за день), їх виготовляли дружні до «Зграї» ресторани та кухні (як, наприклад, благодійна організація «Київ волонтерський»).
Напрям добросусідської допомоги вирішила залишити і після війни: бо пенсіонери та люди з інвалідністю нікуди не подінуться, як і волонтери, які хочуть і далі їм допомагати.
В середині березня 2022 "Життєлюб" та "Зграя" об’єдналися, щоб разом ефективніше покривати запити в різних районах.

### Допомога лікарням
Волонтери співпрацюють із 25-ма київськими лікарнями, пізніше з чернігівських та харківських лікарнях, та медичним установам поряд з лінією фронту, цим лікарням доставляють продукти, апаратуру і медикаменти
Медичним напрямком у «Зграї» керує Анна Волохова. Також допомагала лікарів налагодити співпрацю з департаментом закупівель, тому що допомога волонтерів лікарням потрібна, але не в таких масштабах, основний акцент вона робила на запитах медиків, які потребували рідкісні й екстрені ліки.
Закупали дороге обладнання для лікарень, наприклад, кардіомонітори для Інституту Шалімова або 20 VAC апаратів для госпіталів завдяки фінансовій допомозі фонду «Таблеточки».
Пригнали багато машин швидкої допомоги.

### Евакуація населення
Напрямок координує Олексій Юдкевич.
Волонтери їздили до Чернігова, забирали жінок і дітей до Києва, де знаходили їм притулок і найнеобхідніші речі. Їм вдалося вивезти понад 1000 людей. Запитів було у 7 разів більше, ніж можливостей евакуювати людей. 

### Допомога військовим
У 2014 році, окрім допомоги військовим, почали виробляти розвантажувальні жилети з Cordura, було виготовлено близько 50 штук.
З 2022 року запити від військових закриває Оля Кривітченко та організовує збір коштів на цей напрямок
Воїнам доставляють одяг, екіпірування, бронежилети, шоломи, коліматори, тепловізори, рідкісні шоломи для вертолітників, ліки, їжу та інші прилади. На амуніцію для військових зібрали кілька мільйонів гривень.
На одному зі складів відкрили пункт плетіння маскувальних сіток.

### Курси домедичної допомоги і підготовки парамедиків
У 2022 почали проводити курси домедичної допомоги. Навчають як надавати першу домедичну допомогу до того, як приїдуть лікарі, або до того, як вони цього пораненого доставлять у шпиталь. Найголовніше, чого вчать, — зупиняти усі можливі кровотечі та транспортувати поранених.
Пізніше відкрили курси підготовки парамедиків.

### Допомога тваринам
У 2022 почали евакуювати, а потім відкрили притулок для тварин, яких вивозять з деокупованих територій. Допомагають їжею для домашніх тварин, привозять їжу у притулки. Було передано більше 400 кг корму.